# Thundercat
Thundercat, vlastním jménem Stephen Bruner (* 19. října 1984) je americký baskytarista. V roce 2002 nahradil Joshe Paula ve skupině Suicidal Tendencies. V té době zde působil také jeho bratr Ron Bruner. Thundercat skupinu opustil v roce 2011. Během své kariéry spolupracoval s řadou dalších hudebníků, mezi které patří například Kamasi Washington, Flying Lotus, Kendrick Lamar, Erykah Badu a Mac Miller, Své první sólové album The Golden Age of Apocalypse vydal v roce 2011, o dva roky později následovalo Apocalypse a roku 2015 pak The Beyond / Where the Giants Roam.

## Sólová diskografie
- The Golden Age of Apocalypse (2011)
- Apocalypse (2013)
- The Beyond / Where the Giants Roam (2015)
- Drunk (2017)
- It Is What It Is (2020)